# Supercoppa UEFA 2013
La Supercoppa UEFA 2013 è stata la trentottesima edizione della Supercoppa UEFA e si è svolta il 30 agosto 2013 allo Stadion Eden di Praga, dove si sono affrontate il Bayern Monaco, vincitore della Champions League 2012-2013, ed il Chelsea, vincitore dell'Europa League 2012-2013.
Per il Chelsea si è trattata della seconda presenza consecutiva alla competizione, dopo l'apparizione del 2012.
L'incontro è stato vinto ai tiri di rigore dal Bayern Monaco, dopo il 2-2 dei tempi regolamentari. La squadra di Pep Guardiola ha vinto la Supercoppa UEFA per la prima volta nella sua storia. In generale è il primo successo assoluto in questa manifestazione per un club tedesco.

## Partecipanti
| Squadre       | Qualificazione                                  | Partecipazioni precedenti (il grassetto indica la vittoria) |
| ------------- | ----------------------------------------------- | ----------------------------------------------------------- |
| Bayern Monaco | Vincitore della UEFA Champions League 2012-2013 | 3 (1975, 1976, 2001)                                        |
| Chelsea       | Vincitore della UEFA Europa League 2012-2013    | 2 (1998, 2012)                                              |

## La partita
Dopo otto minuti di gioco il Chelsea passa in vantaggio grazie al gol di Fernando Torres, il quale insacca in rete alle spalle di Neuer con un destro di prima intenzione dopo aver ricevuto un cross basso di Schürrle. La reazione del Bayern è pressoché immediata con Lahm che tira al volo di destro su passaggio di Mandžukić; tuttavia Čech neutralizza la conclusione del capitano dei tedeschi. In seguito i bavaresi vanno ancora al tiro, questa volta con Ribéry il cui tiro viene respinto in calcio d'angolo da Čech. Sulla seguente ripartenza i Blues si rendono pericolosi con Torres che, però, calcia alto sopra alla traversa di Neuer. Il Bayern va poi vicino al pareggio con Thomas Müller, la cui conclusione viene però respinta in angolo da Cahill. Il primo tempo si chiude dunque sul punteggio di 1-0 in favore del Chelsea.
Nella seconda frazione di gioco il Bayern trova il pareggio (47') con un grande tiro dalla distanza di Ribéry, che dai 25 metri supera Čech. Dopo due tentativi a rete andati a vuoto, rispettivamente di Ribéry e di Robben, i tedeschi per poco non concedono il gol del sorpasso ai Blues a causa di un errore difensivo di Dante, il quale regala il pallone a Schürrle che a sua volta lo appoggia ad Oscar; tuttavia quest'ultimo aspetta troppo e si fa respingere la conclusione da Neuer. Dopo due conclusioni per parte, rispettivamente di Robben per i bavaresi e di Hazard per i londinesi, Lampard centra in pieno la traversa con un colpo di testa sugli sviluppi di un calcio d'angolo, negando così il nuovo vantaggio al Chelsea. All'85' Ramires stende Götze (subentrato a Müller) e rimedia un secondo cartellino giallo, venendo così espulso e lasciando gli inglesi in dieci uomini. Nonostante ciò, i Blues riescono a trattenere gli ultimi attacchi dei tedeschi dilungando il confronto ai tempi supplementari.
Nel primo tempo supplementare il Chelsea trova inaspettatamente il vantaggio grazie alla grande azione personale di Hazard, il quale supera Lahm e Boateng per poi insaccare il pallone all'angolino basso-destro di Neuer. Dopo alcune sortite offensive del Bayern, senza successo, il primo supplementare termina con gli inglesi avanti per 2-1.
Nel secondo tempo supplementare si assiste ad un vero e proprio tiro al bersaglio dei tedeschi: i colpi di testa di Mandžukić e Javi Martínez (subentrato in precedenza a Rafinha) esaltano i riflessi di Čech che in seguito respinge anche una conclusione ravvicinata di Götze e un calcio di punizione di Ribéry. Nell'ultimo minuto di recupero (121') il Bayern trova il tanto agognato pareggio: Alaba crossa in mezzo all'area trovando Dante il quale, complice un rimpallo, serve Martínez che da posizione ravvicinata supera Čech per il 2-2 portando così il match ai tiri di rigore.
Nella lotteria dei rigori iniziano prima i bavaresi con Alaba, il quale spiazza Čech, e poi i londinesi con David Luiz; anch'egli trasforma il proprio rigore spiazzando Neuer. I successivi sei rigori (tre per parte) vengono tutti realizzati, portando così il punteggio dei tiri sul 4-4 (per il Bayern vanno a segno Kroos, Lahm e Ribéry; mentre per il Chelsea realizzano Oscar, Lampard e Ashley Cole). In seguito Shaqiri trasforma il quinto rigore per i tedeschi, mentre il giovane Lukaku si fa parare il proprio penalty da Neuer facendo così vincere il Bayern per 5-4 (7-6 nel computo totale). Il match termina quindi con la vittoria dei bavaresi che conquistano la loro prima Supercoppa UEFA.

## Tabellino
| Arbitro: | Jonas Eriksson |

|                                 |                      |                                      |
| Ribéry 47’ Martínez 120+1’      | Marcatori            | 8’ Torres 93’ Hazard                 |
| Alaba Kroos Lahm Ribéry Shaqiri | Tiri di rigore 5 – 4 | David Luiz Oscar Lampard Cole Lukaku |

| Bayern Monaco | Chelsea |

| Bayern Monaco (4-1-4-1): |    |                   |     |     |
|                          |    |                   |     |     |
| P                        | 1  | Manuel Neuer      |     |     |
| D                        | 13 | Rafinha           |     | 56’ |
| D                        | 17 | Jérôme Boateng    | 84’ |     |
| D                        | 4  | Dante             |     |     |
| D                        | 27 | David Alaba       |     |     |
| C                        | 21 | Philipp Lahm      |     |     |
| C                        | 10 | Arjen Robben      |     | 96’ |
| C                        | 25 | Thomas Müller     |     | 71’ |
| C                        | 39 | Toni Kroos        |     |     |
| C                        | 7  | Franck Ribéry     | 23’ |     |
| A                        | 9  | Mario Mandžukić   |     |     |
| A disposizione:          |    |                   |     |     |
| P                        | 22 | Tom Starke        |     |     |
| D                        | 5  | Daniel Van Buyten |     |     |
| D                        | 26 | Diego Contento    |     |     |
| C                        | 8  | Javi Martínez     |     | 56’ |
| C                        | 11 | Xherdan Shaqiri   |     | 96’ |
| C                        | 19 | Mario Götze       |     | 71’ |
| A                        | 14 | Claudio Pizarro   |     |     |
| Allenatore:              |    |                   |     |     |
| Josep Guardiola          |    |                   |     |     |

| Chelsea (4-2-3-1): |    |                    |          |      |
|                    |    |                    |          |      |
| P                  | 1  | Petr Čech          |          |      |
| D                  | 2  | Branislav Ivanović | 120’     |      |
| D                  | 24 | Gary Cahill        | 41’      |      |
| D                  | 4  | David Luiz         | 66’      |      |
| D                  | 3  | Ashley Cole        | 118’     |      |
| C                  | 7  | Ramires            | 64’, 85’ |      |
| C                  | 8  | Frank Lampard      |          |      |
| C                  | 14 | André Schürrle     |          | 87’  |
| C                  | 11 | Oscar              |          |      |
| C                  | 17 | Eden Hazard        |          | 113’ |
| A                  | 9  | Fernando Torres    | 90’      | 98’  |
| Sostituzioni:      |    |                    |          |      |
| P                  | 23 | Mark Schwarzer     |          |      |
| D                  | 26 | John Terry         |          | 113’ |
| D                  | 28 | César Azpilicueta  |          |      |
| C                  | 5  | Michael Essien     |          |      |
| C                  | 12 | John Obi Mikel     |          | 87’  |
| C                  | 10 | Juan Manuel Mata   |          |      |
| A                  | 18 | Romelu Lukaku      | 99’      | 98’  |
| Allenatore:        |    |                    |          |      |
| José Mourinho      |    |                    |          |      |

## Statistiche
|                   | Bayern Monaco | Chelsea |
| ----------------- | ------------- | ------- |
| Gol               | 0             | 1       |
| Tiri totali       | 8             | 4       |
| Tiri in porta     | 4             | 1       |
| Parate            | 0             | 4       |
| Possesso di palla | 62%           | 38%     |
| Angoli            | 2             | 2       |
| Falli commessi    | 6             | 10      |
| Fuorigioco        | 1             | 1       |
| Ammonizioni       | 1             | 1       |
| Espulsioni        | 0             | 0       |

|                   | Bayern Monaco | Chelsea |
| ----------------- | ------------- | ------- |
| Gol               | 1             | 0       |
| Tiri totali       | 12            | 9       |
| Tiri in porta     | 6             | 7       |
| Parate            | 7             | 5       |
| Possesso di palla | 64%           | 36%     |
| Angoli            | 4             | 3       |
| Falli commessi    | 10            | 10      |
| Fuorigioco        | 0             | 2       |
| Ammonizioni       | 1             | 4       |
| Espulsioni        | 0             | 1       |

|                   | Bayern Monaco | Chelsea |
| ----------------- | ------------- | ------- |
| Gol               | 1             | 1       |
| Tiri totali       | 17            | 1       |
| Tiri in porta     | 9             | 1       |
| Parate            | 0             | 8       |
| Possesso di palla | 69%           | 31%     |
| Angoli            | 9             | 0       |
| Falli commessi    | 2             | 3       |
| Fuorigioco        | 0             | 1       |
| Ammonizioni       | 0             | 3       |
| Espulsioni        | 0             | 0       |

|                   | Bayern Monaco | Chelsea |
| ----------------- | ------------- | ------- |
| Gol               | 2             | 2       |
| Tiri totali       | 37            | 14      |
| Tiri in porta     | 19            | 9       |
| Parate            | 7             | 17      |
| Possesso di palla | 64%           | 36%     |
| Angoli            | 15            | 5       |
| Falli commessi    | 18            | 23      |
| Fuorigioco        | 1             | 4       |
| Ammonizioni       | 2             | 8       |
| Espulsioni        | 0             | 1       |